# Khamees Saad Mubarak
Khamees Saad Mubarak (4 de outubro de 1970) é um ex-futebolista profissional emiratense, que atuava como atacante.

## Carreira
Khamees Saad Mubarak se profissionalizou no Al Shabab.

## Seleção
Khamees Saad Mubarak integrou a Seleção Emiratense de Futebol na Copa das Confederações de 1997.

## Títulos
Emirados Árabes Unidos
- Copa da Ásia de 1996: 2º Lugar